# 亲日
| 國家           | 正面 | 负面 | 中立 | 正负面差 |
| -------------- | ---- | ---- | ---- | -------- |
|                | 78%  | 17%  | 5    | 61       |
| 加拿大         | 77%  | 12%  | 11   | 65       |
| 法國           | 74%  | 21%  | 5    | 53       |
| 巴西           | 70%  | 15%  | 15   | 55       |
| 美国           | 65%  | 23%  | 12   | 42       |
| 英国           | 65%  | 30%  | 5    | 35       |
| 墨西哥         | 59%  | 23%  | 18   | 36       |
|                | 58%  | 22%  | 20   | 36       |
| 印度尼西亞     | 57%  | 17%  | 26   | 40       |
| 奈及利亞       | 57%  | 24%  | 19   | 33       |
| 秘魯           | 56%  | 25%  | 19   | 31       |
| 德国           | 50%  | 13%  | 37   | 37       |
| 土耳其         | 50%  | 32%  | 18   | 18       |
| 俄羅斯         | 45%  | 16%  | 39   | 29       |
| 印度           | 45%  | 17%  | 38   | 28       |
| 西班牙         | 39%  | 36%  | 25   | 3        |
| 巴基斯坦       | 38%  | 20%  | 42   | 18       |
| 中华人民共和国 | 22%  | 75%  | 3    | -53      |

| 國家           | 正面 | 负面 | 中立 | 正负面差 |
| -------------- | ---- | ---- | ---- | -------- |
| 马来西亚       | 80%  | 6%   | 14   | 74       |
| 印度尼西亞     | 79%  | 12%  | 9    | 67       |
|                | 78%  | 16%  | 6    | 62       |
| 菲律賓         | 78%  | 18%  | 4    | 60       |
| 巴基斯坦       | 51%  | 7%   | 42   | 44       |
|                | 22%  | 77%  | 1    | -55      |
| 中华人民共和国 | 4%   | 90%  | 6    | -86      |

| 國家           | 正面 | 负面 | 中立 | 正负面差 |
| -------------- | ---- | ---- | ---- | -------- |
| 印度尼西亞     | 85%  | 7%   | 8    | 78       |
| 菲律賓         | 84%  | 12%  | 4    | 72       |
| 美国           | 69%  | 18%  | 13   | 51       |
|                | 68%  | 20%  | 12   | 48       |
| 加拿大         | 67%  | 16%  | 17   | 51       |
| 智利           | 66%  | 14%  | 20   | 52       |
| 巴西           | 66%  | 16%  | 18   | 50       |
| 義大利         | 66%  | 18%  | 16   | 48       |
| 俄羅斯         | 65%  | 7%   | 28   | 58       |
| 奈及利亞       | 65%  | 14%  | 21   | 51       |
| 秘魯           | 64%  | 10%  | 26   | 54       |
| 土耳其         | 64%  | 21%  | 15   | 43       |
|                | 61%  | 20%  | 19   | 41       |
|                | 60%  | 26%  | 14   | 34       |
| 德国           | 58%  | 25%  | 17   | 33       |
| 英国           | 58%  | 26%  | 16   | 32       |
| 西班牙         | 57%  | 19%  | 24   | 38       |
|                | 55%  | 11%  | 34   | 34       |
| 法國           | 55%  | 29%  | 16   | 26       |
| 埃及           | 52%  | 14%  | 34   | 38       |
| 葡萄牙         | 43%  | 13%  | 44   | 30       |
| 南非           | 41%  | 17%  | 42   | 24       |
| 印度           | 39%  | 13%  | 48   | 26       |
| 巴基斯坦       | 34%  | 15%  | 51   | 19       |
| 墨西哥         | 24%  | 34%  | 42   | -10      |
| 中华人民共和国 | 18%  | 71%  | 11   | -53      |

親日（英語：Japanophilia）是指对日本有着强烈好感並支持，尤其是指對日本的民族、政治與文化有強烈好感並支持。某些對日本的藝術、歷史、人物以及各種產品有興趣者也會被戲稱為親日派，但這些人並非嚴格意義的親日派，通常被稱為哈日族。

## 不同的理解
- 多數台灣獨立運動支持者認為，日本對台灣的統治比中國國民黨對台灣與澎湖的統治更佳；而有些統派人士會把親日派喚作皇民，但實際上也有親日派、獨派認為皇民化運動中的創氏改名是惡政，而統派概括而論的「皇民說」，反而加深了獨派對統派的反感。通常透過比較日本與國民黨治台政績，是影響台灣人對日觀感的至關因素，但這並不等於認同、支持或無視日本統治者的一切作為。
- 日本人、西方人的理解的「親日」，是指任何人在一方面或多方面對日本或日本文化有強烈的興趣，或者一個非日本人十分喜愛日本。這個詞偶爾也含貶義，表示一個人對日本的著迷（如小泉八雲）。
- 對日本文化及日文的了解或熟悉，並不代表親日。

親日派有時候也被用來描述以下群體：
- 研究日本歷史的學者。
- 學日語的學生。
- 研究日本社會的學者。
- 崇拜日本藝人的群體。
- 特別地傾向日本的利益的政治人物，或對日態度曖昧的政治人物。
- 日本迷們，例如日本電視劇、日本電影、日本動畫、日本流行音樂、日本寫真、相撲或日本料理等。

## 各地亲日派

### 韩国亲日派
韓國的亲日派（日語：親日派）是指在朝鲜半岛的日本統治时期，与日本统治当局进行合作的韩国人，多称为“韩奸”。在韓國，被認定為親日派的人士會普遍遭受社會大眾的唾棄。2005年8月29日，韩国民族问题研究所和亲日派姓名词典编辑委员会发表了3095名亲日派的名单，韩国亲日反民族行为真相纠明委员会亦评定部分人物为亲日反民族行为者。

### 中国大陆亲日派

#### 中华民国大陆时期
在抗日战争時期被指为“汉奸”的中華民國政府官员有汪精衛、陳公博、李士群、周佛海和德王、川島芳子、溥儀、鄭孝胥、張景惠等人。

#### 中华人民共和国时期
1950-70年代有毛泽东感谢日本争议。
抗日战争后中共内部少有亲日派高官，抗日战争的累累白骨与不同意识形态客观上消除了亲日派的存在。1960至80年代之間，中蘇交惡，中共開始親向日本，強調中日世代友好、一衣帶水，應共同對抗美國，並以此教育青年們。
六四事件後，由于意识形态的危机，中共转而强调民族主义的论点，并逐渐把焦点集中于日本和美国。中共和民众也逐渐从1980年代的普遍亲日转为以后的反日甚至仇视日本。另一方面，民众受日流影响，仍有相当数量的哈日族。其中，认同大东亚共荣圈，支持日军侵华的人士并不少见。中国网络文化中，多蔑视的称为日杂或精日。

### 台灣親日派
1945年，中華民國國民政府接管台灣群島與澎湖群島。國民政府展開一系列的反日教育，比較強調日本統治時期的黑暗面、甚至「醜化」之，企圖加深台灣人對日本的惡感，這種反日教育一直進行到親日派的李登輝擔任總統之後才逐漸淡化。而日治當下，有一部份台灣民間人士對日本及日本統治者有負面觀感，另外一些台灣民間人士則對日本人表達中立立場或者是有正面觀感，大部份的知識份子或特別對日本統轄不滿的老百姓則傾向反對日本統治者，但民間雙方存在友好的交流情形；戰後由於二二八事件及白色恐怖埋下了台灣人消除反日情緒的種子，且在冷戰架構下的政策傾向於聯合日本與西方抵制共產主義勢力之緣故（如白團），聯合國席位保護，反而讓台灣人對同為「分享」自由、人權、法治等理念的日本有較親近的感情。許多民調顯示，日本是最獲台灣人喜好的國家之一，而因為台灣在對日本的態度比其他日本鄰國還來的友善，所以目前日本一般社會大多對台灣也較有好感。李登輝被認為是臺灣的親日派代表。
2011年3月11日日本東北地方發生地震後，台灣民間、政府更是踴躍捐輸。
由於台澎的位置與日本列島相近，又受日本統治五十年所影響，生活習慣近似、政府與民間交流密切；所以日本次文化在台灣非常盛行，對台灣的主流文化亦有相當的影響力。在台灣，選修與自修人數最多的外國語為日語（英語因為是國小、國中和高級中等學校必修，不得列入），而部分對日本文化非常瞭解並喜愛日本文化的人被稱為哈日族。
安倍晉三和麻生太郎卸任後訪問台灣時都表示，日本與臺灣是有自由民主、基本人權以及法治社會等共同價值觀的友好夥伴，形成現在密切的臺日關係。
在中華民國政治逐漸民主化後，言論風氣較為開放，臺灣人對於日本的政治、歷史、文化與習俗皆有褒貶之處，如台灣日治時期反日運動、台籍日本兵、慰安婦、臺灣的親日人士與團體（如臺灣民政府）、釣魚台列嶼主權問題及沖之鳥礁爭議等。